# Black Magic (film, 1944)
Pour les articles homonymes, voir Black Magic.
Pour plus de détails, voir Fiche technique et Distribution.
Black Magic (plus tard renommé Meeting at Midnight pour la télévision) est un film policier américain réalisé par Phil Rosen en 1944, mettant en vedette Sidney Toler dans le rôle de Charlie Chan.
C'était le troisième film de Charlie Chan réalisé par Toler chez Monogram Pictures.

## Synopsis
Charlie enquête sur le mystérieux meurtre en pleine séance de spiritisme, de l'époux de la meneuse de séance. Sa fille présente pendant le meurtre, aide son père à trouver le meurtrier.

## Distribution
- Sidney Toler : Charlie Chan
- Mantan Moreland : Birmingham Brown
- Frances Chan : Frances Chan
- Joseph Crehan : sergent de police Matthews
- Helen Beverly : Norma Duncan / Nancy Wood (comme Helen Beverley)
- Jacqueline deWit : Justine Bonner
- Geraldine Wall : Harriet Green
- Ralph Peters : officier Rafferty
- Frank Jaquet : Paul Hamlin
- Oliver Hardy : spectateur (non crédité)